# Елеваторна
Елева́торна (до 1952 — Біюк-Онлар, крим. Büyük Onlar) — проміжна залізнична станція Кримської дирекції Придніпровської залізниці на електрифікованій лінії Джанкой — Севастополь між платформою 1426 км (3 км) та станцією Єфремівська (7 км). Розташована в селищі Біюк-Онлар Курманського району Автономної Республіки Крим.

## Історія
Станція відкрита у 1874 році одночасно з відкриттям руху на Лозово-Севастопольської залізниці. До 1952 року мала назву Біюк-Онлар, яка перейменована в Елеваторну. Назва походить від побудуваного біля станції великого зерносховища (елеватора).
На території станції встановлений  пам'ятник визволителям селища від загарбників під час Громадянської війни.

## Інфраструктура
Станція обладнана п'ятьма коліями, дві, з яких використовуються для маневрів та відстою вантажних вагонів; двома низькими платформами та однією високою — для розвантаження та завантаження вантажних вагонів. На вокзалі станції існує зал чекання та працюють квиткові каси.

## Пасажирське сполучення
До травня 2014 року на станції зупинявся єдиний пасажирський поїзд далекого сполучення № 310/309 Сімферополь — Одеса (наразі скасований).
З травня 2014 року на станції Елеваторна зупиняються приміські електропоїзди сполученням  Сімферополь — Джанкой / Солоне Озеро та прискорений приміський поїзд сполученням Сімферополь — Феодосія.

## Галерея

Краєвиди станції Елеваторна
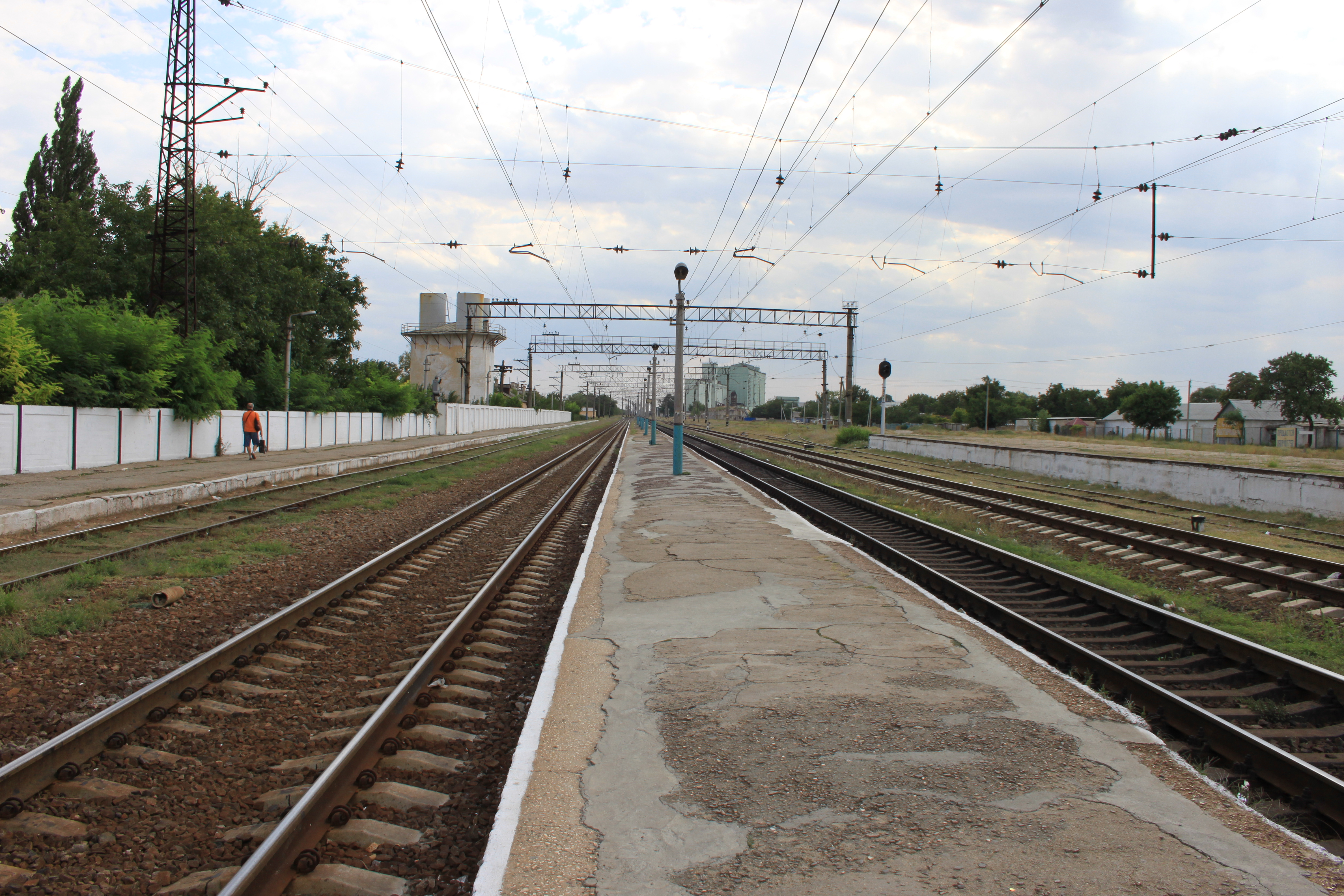
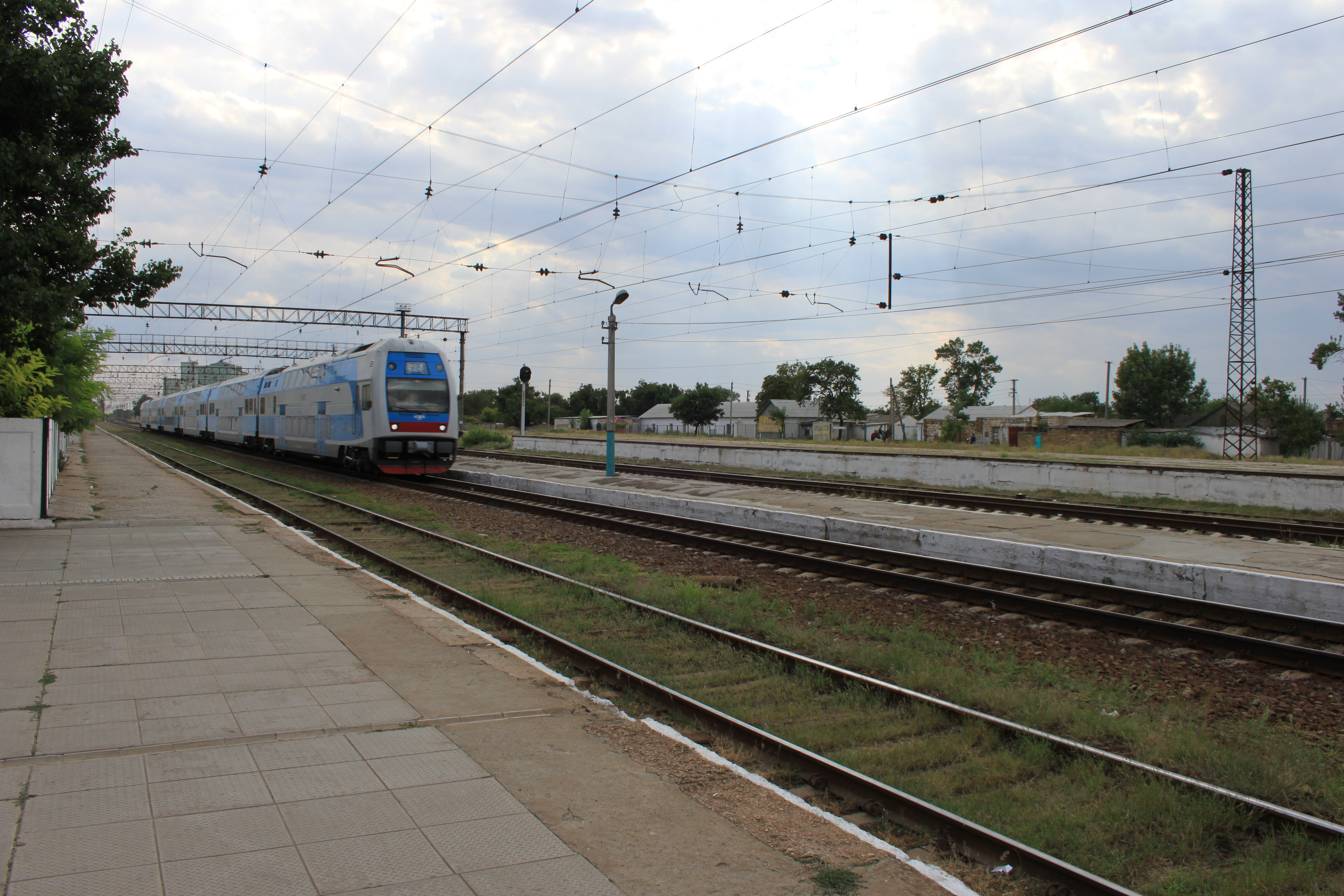